# Лігво лева (фільм, 1919)
Лігво лева (англ. The Lion's Den) — американська драма режисера Джорджа Д. Бейкера 1919 року.

## У ролях
- Берт Літелл — преподобний Сем Уебстер
- Еліс Лейк — Дороті Стедмен
- Джозеф Кілгур — бакалійник Стедмен
- Едвард Коннеллі — бакалійник Джарвіс
- Огастес Філліпс — містер Джонс
- Говард Кремптон — містер Блейк
- Сеймур Роуз — містер Біллінгс
- Еліс Ноуленд — сестра
- Неллі Андерсон — сестра